# JSE
JSE株式会社（英語: The JSE Limited）は、南アフリカ共和国ハウテン州ヨハネスブルグ市都市圏に本社を置く証券取引所である。

## 概要

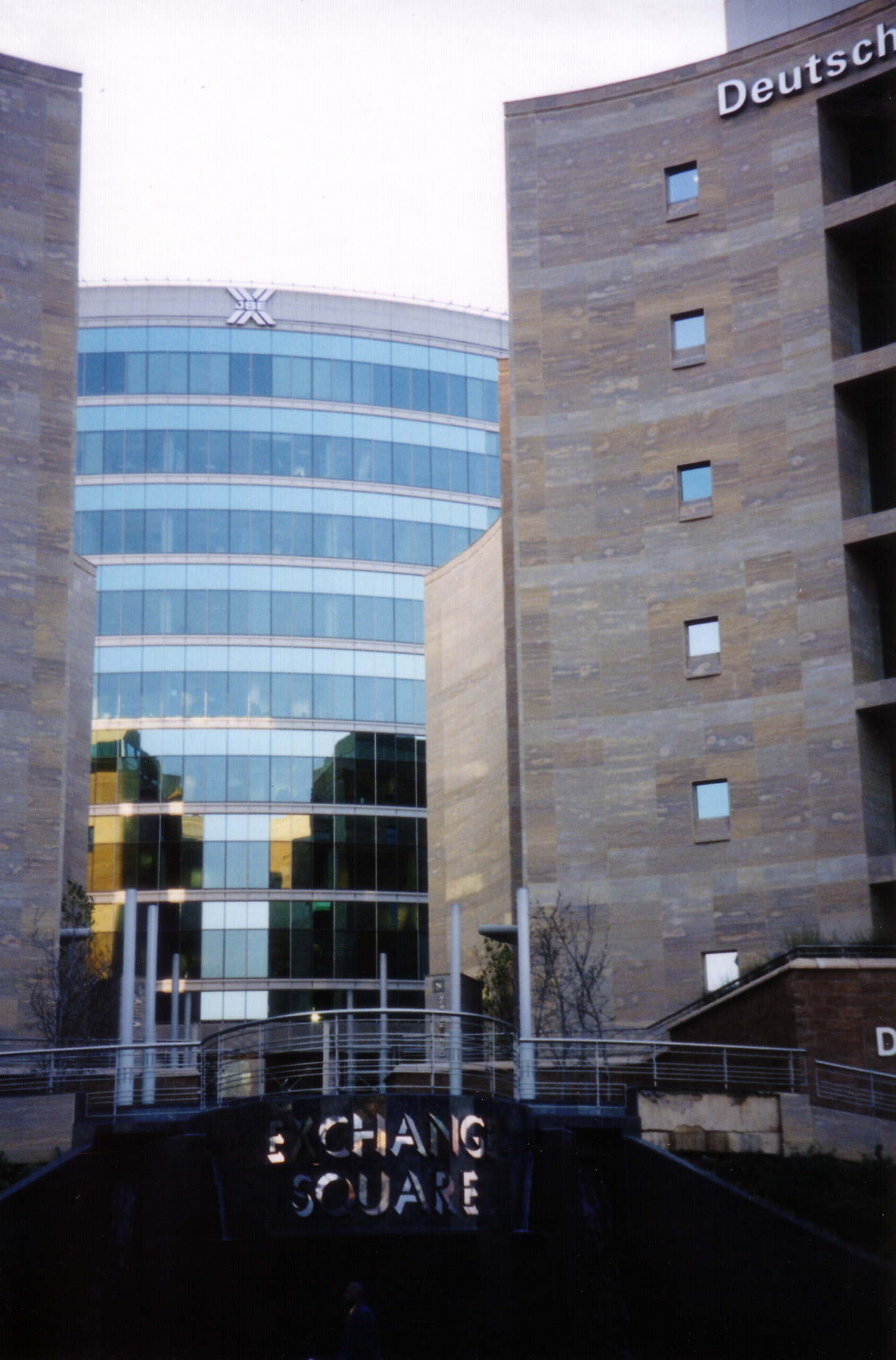
JSE 2007年

JSEは、南アフリカ共和国で唯一の証券取引所であるとともに、アフリカ最大の証券取引所である。2006年9月時点で、世界で16番目の規模の証券取引所である。最近では、ガーナ、ナミビア、ジンバブエ、ザンビアといった近隣諸国の証券取引も手がける計画が進行している。
JSE市場での主な株価指数は、「FTSE/JSE All Share Index」である。この指数は、JSEがイギリスのFTSE社と提携して作成・提供しているものである。FTSE/JSE All Share Index の他に、FTSE/JSE Top 40 Index 等がある。

### 沿革
- 1887年
  - 11月8日 - ヨハネスブルグ証券取引所（Johannesburg Securities Exchange）設立。
- 2000年
  - 6月 - 本社機能をサントン地区に移転するとともに、株式会社化に伴い社名をJSEに改称する。
- 2001年 ロンドン証券取引所とクロス取引を開始。

### 上場企業
- JSE上場企業一覧